# Annapolis
Annapolis er hovedstad i den amerikanske delstat Maryland. Byen har 40.812(2020) indbyggere. Byen er administrativt centrum i det amerikanske county Anne Arundel County.